# Clotsinda
Clotsinda d'Hamage va ser una santa catòlica del segle vii, la festivitat de la qual se celebra el 5 de maig. És especialment venerada a Douai (França). Era filla de santa Rictruda de Marchiennes i Adalbert I d'Ostrevent, duc de Douai. Els seus germans Mauranci, Adalsenda i Eusèbia són també sants.